# 小行星4517
小行星4517（英語：4517 Ralpharvey）是一颗围绕太阳公转的小行星。1975年9月30日，舒爾特·巴斯在帕洛马山发现了此天体。
这颗小行星的绝对星等为284.1748102578439等。